# Rožyšče
Rožyšče (in ucraino Рожище?, in russo Рожище?, in polacco Rożyszcze) è una città ucraina (12 483 abitanti), nel distretto di Luc'k, nell'oblast' di Volinia. Ospita l'amministrazione della comunità territoriale di Rožyšče una delle comunità territoriali dell'Ucraina.
Fino al 18 luglio 2020 Rožyšče era il centro amministrativo del distretto di Rožyšče. Come parte della riforma amministrativa che ha ridotto a quattro il numero dei distretti dell'oblast' di Volinia, il distretto di Rožyšče venne fuso nel distretto di Luc'k.
Fondata nel 1337, nel 2013 aveva circa 13.000 abitanti.